# أرشد القادري

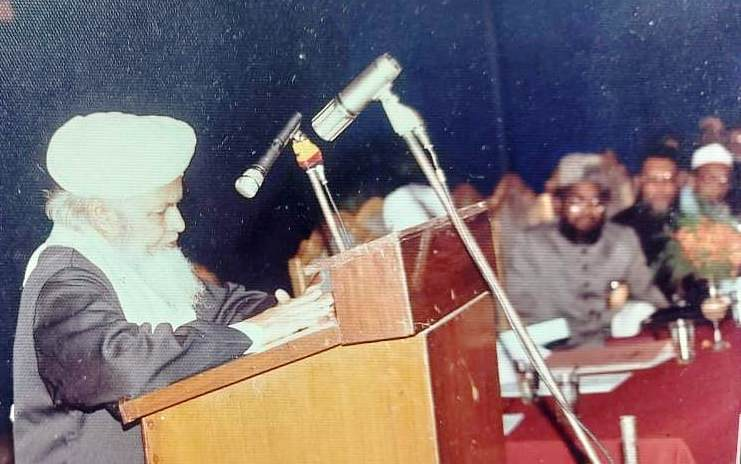
العلامة أرشد القادري

أرشد القادري (5 آذار 1925 - 29 نيسان 2002) كان عالمًا إسلاميًا سنيًا ومؤلفًا وناشطًا تبشيريًا في الهند مرتبطًا بالحركة البريلوية، وقد أنشأَت العديد من المؤسسات والمنظمات التعليمية في الهند.

## الحياة المبكرة والتعليم
وُلد عام 1925 في "سيدبورا"، في باليا، في ولاية أوتار براديش الهندية، في عائلة مولانا عبد اللطيف الذي كان عالمًا دينيًّا. وكان جده مولانا عظيم الله شاه أيضًا عالمًا مشهورًا. تلقى تعليمه الأساسي والمتوسط على يد جده وأبيه ثم انتقل لمواصلة تعليمه العالي إلى الحوزة العلمية بالجامعة الأشرفية. وفي الأشرفية، درس تحت إشراف الشاه عبد العزيز مراد آبادي المعروف أيضًا باسم حافظ الملت وأكمل تعليمه في الأشرفية، في مباركبور في عام 1944.

## الكتب
من مؤلفاته:
- جماعة التبليغ
- زير-أو-زابار
- لالا زار
- زلزلة
- دعوة إنصاف
- أنوار أحمدي
- ديل كي مراد
- جلوة الحق
- الشريعة
- لسان الفردوس
- مصباح القرآن (ثلاثة مجلدات)
- نقش خاتم (12)
- تفسير سورة الفاتحة
- خطبة الاستقبالية
- تاجلية رضا
- دعوة الإنصاف
- تعزيرات القلم
- أيك ولولوة أنجز خطاب
- شخصية
- الحديث، الفقه أور الاجتهاد كي الشريعة حيسيات
- عيني مشاهد
- بزوبان الحكاية
- إظهار العقيدات (مجموعة قصائد)
- أفكار وخيالات (مجموعة مقالات)
- صدفة القلم (مجموعة رسائل)
- الجماعة الإسلامية

## السيرة
كتب ضياء مصطفى قادري سيرة ذاتية لأرشد القادري بعنوان حياة الخدمة (حياة وأعمال حضرة صدرروش الشريعة).

## الموت
توفي في 29 نيسان 2002 ودفن في مدرسة فيض العلوم في جمشيدبور، جارخاند.[بحاجة لمصدر]

## طالع أيضًا
- البعثة الإسلامية العالمية
- قمر الزمان عزمي

## روابط خارجية
- ارشاد القادري، منارة النور. milligazette.com
- Founder of WIM London[usurped]